# Jubilee Oval
El Jubilee Oval, llamado también Kogarah Oval y, por razones de patrocinio, Netstrata Jubilee Stadium, es un estadio multiusos ubicado en la ciudad de Sídney, en Nueva Gales del Sur (Australia). El estadio, construido en 1936 ha pasado por varias remodelaciones, la última de ellas en 2011, tiene una capacidad para 22 000 personas para eventos deportivos como rugby y fútbol.
El estadio se utiliza principalmente para la liga de rugby y la A-League, y es uno de los terrenos del St. George Illawarra Dragons, un equipo de la National Rugby League (NRL). El estadio fue anfitrión de los partidos de fútbol del Sydney Olympic FC de la National Soccer League en la temporada 2003-04. El Sydney Football Club está jugando sus partidos en casa de la A-League desde la temporada 2018-19 en el estadio mientras dure la reconstrucción del Allianz Stadium. Los Cronulla Sutherland Sharks jugaron temporalmente en el Netstrata Jubilee Stadium durante la importante remodelación de su club y estadio de liga en 2020-21.
Por razones de patrocinio el estadio ha sido nombrado OKI Jubilee Stadium (entre 2003 y 2008), WIN Jubilee Oval (2009–2013), UOW Jubilee Oval (2016–2017) y desde 2019 Netstrata Jubilee Stadium por un periodo de 3 años.

## Historia
El estadio forma parte de la concesión original de 87 acres otorgada el 23 de diciembre de 1853 a Archibald McNab. Edmund English compró la subvención el 23 de mayo de 1854 por unas 400 libras. Se conoció oficialmente como Parque Kogarah cuando fue adquirido por el Departamento de Tierras el 1 de julio de 1896 y se convirtió en el primer parque público en Kogarah. El control del parque finalmente pasó al Consejo del Municipio de Kogarah el 29 de agosto de 1906, que se convirtió en la ciudad de Kogarah y el 12 de mayo de 2016 en el Consejo del Río Georges.
Durante las celebraciones del Jubileo de Kogarah en 1935, se construyó Jubilee Oval en el Parque Kogarah.
El campo acogió su primer partido de la liga de rugby en marzo de 1936, cuando los St. George Dragons fueron derrotados por los Newtown Bluebags en un partido de exhibición. El primer partido oficial se jugó el 22 de abril de 1950 en el que los Dragones perdieron 17-15 ante South Sydney. El estadio ha sido objeto de varias construcciones a lo largo de los años y las obras continuarán en la siguiente década.